# اشکال دارویی
اشکال دارویی شکل‌های گوناگون جیره‌های دارویی برای وارد کردن دارو به بدن بیمار هستند.
دلیل تفاوت این اشکال در مصرف دارو نوع بیماری و نیاز درمان می‌باشد. فردی که سردرد دارد می‌تواند از یک قرص استامینوفن برای خوب شدن استفاده کند تا ساعاتی بعد خوب شود اما فردی که کلیه درد دارد باید آمپول مورفین و مسکن بزند چون این درد تا ۱۰ دقیقهٔ دیگر باعث بیهوشی او می‌شود.

## روش‌های مصرف دارو

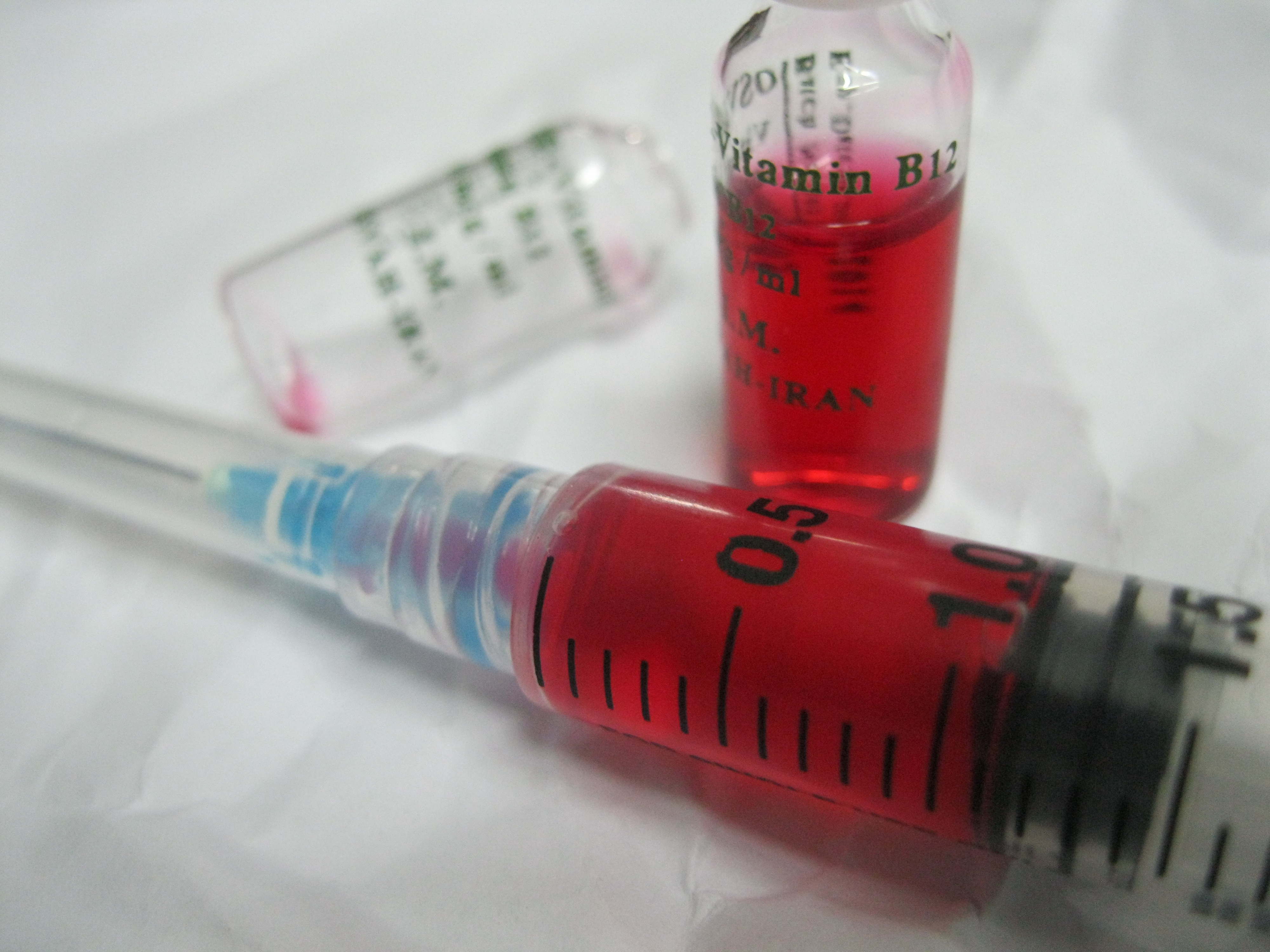
نمونه دارویی قابل تزریق

بر اساس روش‌های مختلف مصرف دارو اشکال دارویی گوناگون ساخته شده‌اند.
1. روش خوراکی: به شکل جامد مانند قرص و کپسول، به شکل مایع مانند شربت و الگزیر.
2. روش تزریقی: مانند آمپول و ویال.
3. روش استنشاقی: مانند افشانه و بخور.
4. روش موضعی: مانند پماد، کرم، قطره و شامپو.
5. روش پوستی: مانند چسب پوستی.
6. روش داخل رکتال: مانند شیاف.

هر روش، دارای مزایا و معایبی است، مثلاً روش تزریقی، اغلب دردناک است و فراهم نمودن شرایط استریل گاه دشوار، ولی روشی مطمئن است.

## اشکال دارویی جامد برای مصارف خوراکی
اشکال دارویی جامد خوراکی از پر مصرف‌ترین اشکال دارویی می‌باشند. راحتی حمل، راحتی مصرف، ارزانی قیمت، پایداری فراورده و عدم نیاز به کارکنان کارآزموده از مزایای این اشکال می‌باشد که شامل موارد زیر می‌است:

### پودر
پودرها یا گردها ذرات ریز یک ماده دارویی هستند که فعالیت خاصی بر روی آن‌ها انجام نگرفته‌است. پودرها را گاهی برای مصارف خارجی به کار می‌برند. برای مصارف خوراکی عموماً آن‌ها را برای مصرف در مایع حل می‌کنند. از معایب این روش مصرف می‌توان عدم امکان پوشاندن طعم دارو و عدم حفاظت دارو در برابر عوامل ناپایدارکننده مثل رطوبت و اکسیژن را نام برد. همچنین پودرهایی که با آب دوستی زیادی ندارند را نمی‌توان به راحتی در آب حل نمود. مثالی از این مورد مانند داروی سولفات باریم که یک داروی حاجب است.

### گرانول‌
گرانول‌ها از بهم چسبیده شدن ذرات پودرها به وجود می‌آیند. از مزایای آن‌ها پایداری بیشتر و حلالیت راحت‌تر است. اگرچه در این شکل دارویی نیز طعم دارو کاملاً حس می‌شود. به بسته گرانول‌ها ساشه نیز گفته می‌شود. مانند داروی سوربیتول که یک داروی ملین است.

### کپسول‌
کپسول‌ها پوسته‌های ساخته شده از ژلاتین هستند که ماده دارویی را می‌توان در آن‌ها جای داد. عموماً در مقایسه با قرص‌ها ماده موثره بیشتری را می‌توان در کپسول‌ها جای داد. بر حسب نوع ساخت، کپسول‌ها به دو نوع سخت و نرم تقسیم می‌شوند. ژلاتین پوسته کپسول در آب سرد نامحلول است اما می‌تواند تا ده برابر وزن خود آب جذب کند. از این‌رو در مجاورت با مایعات دهان خیلی سریع نرم و لیز می‌شود و به همین دلیل بلع آن‌ها آسانتر از قرصها می‌باشد. ژلاتین در دمای ۳۷ درجه سانتیگراد ذوب می‌شود، از این رو پس از بلعیده شدن در معده ژلاتین ذوب شده و ماده دارویی آن آزاد می‌شود. ژلاتین ذوب شده نیز هضم می‌شود.
کپسول‌ها می‌توانند رطوبت محیط را به خود بگیرند یا رطوبت موجود در پوسته را از دست بدهند. با توجه به همین مسئله باید از قراردادن کپسولها در محیط مرطوب خودداری کرد زیرا علاوه بر تغییر شکل کپسول، امکان ناپایدار شدن فراورده داخل کپسول نیز می‌باشد. همچنین در محیط خشک کپسول می‌تواند بسیار شکننده شود و مقداری از پودر آن در هنگام مصرف خارج شود، در نتیجه مقدار ماده موثره کمتری مصرف می‌شود و هم طعم دارو حس می‌شود. کپسول‌ها چنانچه در کنار هم قرار گیرند به یکدیگر می‌چسبند و امکان جدا کردن آن‌ها نیست. حس نشدن بو و طعم دارو از مزایای کپسولها است. از کپسول‌های سخت می‌توان به کپسول آموکسی‌سیلین اشاره کرد و از کپسول‌های نرم می‌توان نیتروگلیسیرین و ویتامین A اشاره کرد.

### قرص‌
قرص‌ها اشکال دارویی جامد هستند که از فشرده شدن گردها و گرانول‌ها به وجود می‌آیند و شامل اشکال زیر می‌باشند:

#### قرص‌های فشرده شده (Compressed Tab)
که از فشرده شدن ساده مواد اولیه تهیه می‌شوند. مانند استامینوفن.

#### قرص‌های چندبار فشرده شده (Multiple Compressed Tab)
این نوع قرص‌ها یا به صورت دولایه مجزا بر روی هم فشرده شده‌اند یا یک قرص در درون قرص دیگر وجود دارد. علل تهیه این شکل قرص عبارتست از:
- ناسازگاری شیمیایی مواد داخل قرص.
- باز شدن دارو در چند مرحله.
- تمایز فراورده یک کارخانه از فراورده‌های مشابه.

مانند آ.س.آ. (استیل سالیسیلیک اسید)

#### قرص‌های با پوشش قندی (Sugar coated (S.C.) Tab)
در این شکل دارویی هسته مرکزی را با شربت پوشش داده‌اند. طعم و بوی دارو حس نمی‌شود و دارو در مقابل نور به‌طور نسبی محافظت می‌شود. قرصهای S.C عموماً دارای ظاهر زیبا و خوشرنگ هستند از این رو شایعترین اشکال داروی مسموم‌کننده کودکان است. ساخت پرزحمت و وقت‌گیر آن‌ها از معایب آن‌ها است. به قرصهای S.C دراژه نیز گفته می‌شود. مانند ایبوپروفنکه داروی ضد درد است.

#### قرص‌های دارای پوشش لایه نازک (Film coated (F.C.)Tab)
در این نوع قرصها یک لایه پلیمری نازک بر روی هسته مرکزی کشیده شده‌است. مزایای آن مانند S.C است با این تفاوت که ظاهر زیبایی ندارد. مانند پروپرانولول.

#### قرص‌های دارای پوشش روده‌ای (Enteric coated (E.C.)Tab)
در این نوع قرص پوشش روی قرص در پ‌هاش (pH) اسیدی نامحلول و در پ‌هاش قلیایی محلول است. از اینرو این‌گونه قرص‌ها در روده باز می‌شوند. معمولاً داروهایی را که در اسید معده تخریب می‌شوند یا برای معده اثر تحریکی دارند را به این شکل تهیه می‌کنند. همچنین با توجه به تفاوت پ‌هاش در نقاط مختلف روده می‌توان دارو را طوری طراحی کرد که در قسمت معینی در روده باز شود و اثر خود را در آن ناحیه اعمال کند. مانند بیزاکودیل که داروی مسهل است. سولفاسالازین که در درمان کولیت اولسراتیو کاربرد دارد.

#### قرص‌های گونه‌ای (bucal) و زیر زبانی (sublingual)
فراورده‌های گونه‌ای را در بین گونه و آرواره قرار می‌دهند و فراورده‌های S.L را در زیر زبان قرار می‌دهند. در ایران شکل بوکال (گونه‌ای) موجود نیست. این اشکال دارویی برای موادی به کار می‌روند که یا در اسید معده ناپایدارند، یا جذب کمی از روده دارند یا توسط آنزیمهای دستگاه گوارش و کبد به‌طور وسیعی بی‌اثر می‌شوند. ایزوسورباید  که داروی ضد آنژین صدری است، نمونه‌ای از قرص‌های زیر زبانی است.

#### قرص‌های جویدنی (chewable)
قرص‌هایی هستند که باید در هنگام مصرف جویده شوند. عموماً دارای موادی هستند که مزه خوشایندی دارند. داروهایی را به این شکل می‌سازند که حتماً باید در معده یا در هنگام ورود به روده کاملاً باز شده باشد. مانند قرص‌های ضد اسید و داروی مبندازول که یک داروی ضد کرم است.

#### قرص‌های جوشان (effervescent tab)
قرص‌های جوشان، قرص‌هایی هستند که در داخلشان اسید تارتریک، اسید سیتریک و بی‌کربنات سدیم وجود دارد و در اثر مجاورت با آب گاز دی‌اکسیدکربن (CO2) آزاد می‌کند. CO۲ آزاد شده علاوه بر متلاشی کردن قرص سبب ایجاد مزه مطلوب و پوشیده شدن مزه نامطلوب به خصوص مزه شوری فراورده می‌شود. قرص‌های جوشان برای ترغیب کودکان به مصرف دارو بسیار مناسبند، ضمن اینکه فراورده‌هایی که در محیط مایع ناپایدار هستند را می‌توان به این شکل تهیه کرد و سپس در هنگام مصرف به صورت محلول درآورد. مانند قرص جوشان ویتامین C.
قرص‌های جوشان شدیداً به رطوبت حساس هستند. از اینرو باید آن‌ها را در قوطی حاوی دارو نگهداری کرد و تا از قبل از مصرف نباید آن‌ها را از جلد درآورد.

#### قرص‌های پیوسته رهش (Sustained Release (S.R.)Tab)
قرص‌های پیوسته رهش یا طولانی اثر قرص‌هایی هستند که به واسطه اعمالی که روی آن‌ها انجام شده‌است، فراورده خود را در مدت زمان طولانی‌تری آزاد می‌کنند. مزایای این دارو عبارتست از:
- کاهش دفعات مصرف دارو
- افزایش رغبت بیمار به مصرف
- کاهش عوارض جانبی
- به صرفه بودن از نظر اقتصادی
- لازم به تذکر است که هر دارویی را نمی‌توان به این شکل تولید کرد ویا هر دارویی را لازم نیست به این شکل درآورند. مانند تئوفیلین طولانی اثر (Theophyline S.R)

#### قرص‌های دارای یک شیار و دو شیار (Scored & Double scored Tab)
قرص‌های یک شیاری و دو شیاری قرص‌هایی هستند که به ترتیب بر روی آن‌ها یک شیار و دو شیار کشیده‌اند. قرص‌های فوق را می‌توان با قرار دادن چاقو و وارد کردن فشار به ۲ یا ۴ قسمت تقسیم کرد. مانند دیگوکسین که در بیماران قلبی استفاده می‌شود.

## محلول‌ها و مخلوط‌های ناهمگن خوراکی
از نظر داروسازی محلول عبارتست از انحلال جامد، مایع یا گاز در محیط مایع. محلول‌های دارویی عموماً دارای جذب سریعتری در مقایسه با اشکال جامد می‌باشند. حمل این مواد در مقایسه با اشکال جامد مشکل می‌باشد و قیمت بالاتری نسبت به قرص‌ها و کپسول‌ها دارند.

### مایعات خوراکی
مایعات خوراکی از حل شدن مواد موثره و مواد افزودنی در آب تهیه می‌شوند و می‌توانند به صورت محلول تهیه شده باشند یا در هنگام مصرف تهیه شوند. مانند یدور پتاسیم. پودر او آر اس.

### شربت‌
شربت‌ها فراورده‌هایی مایع تغلیظ شده حاوی شکر یا مواد جانشین شونده آن می‌باشند. شربت‌ها از بهترین فراورده‌های خوراکی بخصوص برای کودکان می‌باشند. در شربت‌ها مزه نامطبوع مواد دارویی به واسطه شیرینی شکر و همچنین چگالی زیاد مایع حس نمی‌شود. با آنکه شکر پرمصرف‌ترین شیرین‌کننده در تهیه شربت می‌باشد، اما در مواردی از مواد شیرین‌کننده دیگری نظیر دکستروز، سوربیتول، گلیسیرین، ساخارین و هیدروکسی اتیل سلولز نیز استفاده می‌شود. علاوه بر شکر سه ماده اول پس از ورود به بدن در نهایت به گلوکز تبدیل می‌شوند (مواد Glucogenic) در حالی‌که دو ماده آخر چنین خاصیتی را ندارند. (Non Glucogenic).
استفاده از شربت‌های حاوی مواد Glucogenic برای افراد مبتلا به دیابت مناسب نیست. مانند شربت مولتی‌ویتامین.

### الگزیر
الگزیرها محلولهای خوراکی و شیرین‌شده هیدروالکلی می‌باشند. در این فراورده‌ها با استفاده از الکل سبب حل شدن موادی می‌شوند که در آب نامحلول یا کم محلول و در الکل محلول است. میزان الکل الگزیرها بسته به نوع ماده موثره متفاوت است. به علت وجود الکل در فراورده، باید در ظرف حاوی فراورده کاملاً محکم بسته شود و فراورده باید دور از حرارت باشد. الگزیرها در مقایسه با شربت‌ها دارای شیرینی و چگالی کمتری دارند. مانند الگزیر دیفین هیدرامین.

### تنتور
تنتورها عصاره‌های الکلی فراورده‌های گیاهی می‌باشند و امروزه مصرف چندانی ندارند.

### سوسپانسیون‌
سوسپانسیون‌ها از مخلوط‌های ناهمگن مایع می‌باشند که در آن‌ها یک ماده جامد نامحلول، در آب پراکنده شده‌است. سوسپانسیون‌ها گاه آماده هستند و گاه در هنگام مصرف فراورده تهیه می‌شوند. علل تهیه مواد به صورت سوسپانسیون عبارتست از:
- مزه نامطلوب یک ماده در حالت نامحلول بسیار ناچیز است.
- برخی مواد در حالت محلول ناپایدار هستند اما در حالت سوسپانسیون پایدار هستند.
- برخی مواد را نمی‌توان در حلال مناسب حل کرد اما با تهیه سوسپانسیون آن‌ها می‌توان یک فراورده مایع را تهیه کرد.

سوسپانسیون‌ها را باید در ظرف دهان‌گشاد که در بالا دارای فضای خالی باشد (برای بهتر مخلوط شدن فراورده در هنگام تکان دادن)، به دور از یخ‌زدگی، نور و حرارت زیاد نگهداری شود.
مانند آلومینیوم‌ام‌جی‌اس که به صورت سوسپانسیون آماده در دسترس است. آموکسی‌سیلین که به صورت پودر برای تهیه سوسپانسیون در دسترس است.